# Glas (Zagreb)
GLAS, "nezavisne novine srpske zajednice u Hrvatskoj". Izdavač: Centar za informativnu podršku, Zagreb; direktor: Marko Roknić; glavna urednica: Nada Starijaš; tiraž: 6000 primjeraka; prvi broj: 26. IV. 2002, posljednji (65): 14. XI. 2003; izlazile uglavnom tjedno (petkom) na 32 stranice (1-7. broj) ili 28 stranica (8-65) formata 30 x 21 cm; brojevi 1-7 u punom koloru, ostali imali samo korice u boji; treći broj koštao 5 kuna, četvrti 8 kuna, 5-65. 6 kuna, iako se list uglavnom dijelio besplatno preko srpskih organizacija u Hrvatskoj. Od broja 19. redakciju činili: Ratko Dojčinović, Zorica Miranović, Jovan Hovan, Žarko Čović, Branko Novaković, Karmelo Vlahov, Nikolina Vujnović, Jovan Nedić (enigmatika i dolje nabrojani članci).
"Glas" je većinom objavljivao članke o aktualnim hrvatskim zbivanjima i o položaju Srba u Hrvatskoj. Objavio je i više članaka iz Baranje s mnoštvom podataka i slika o radu srpske zajednice.
Od 7. pa do posljednjeg (65) broja enigmatsku stranicu uređivao (sastavljao i kompjuterski pripremao) Belomanastirac Jovan Nedić. U prvim brojevima (1-6) enigmatike nije bilo. Enigmatska stranica uglavnom je sadržavala skandinavke i klasične križaljke. Ponekad je donosila i tzv. sitne zagonetke. 
Članci o Baranji:
- SKUD "Jovan Lazić" iz Belog Manastira > Igra nas je održala, II, 36, 18-19 - 23. I. 2003.
- Mirovna grupa "Oaza" iz Belog Manastira > Nije sve politika, II, 38, 18-19 - 14. II. 2003.
- Pokladne svečanosti u Mohaču > "Buše" otjerale zimu, II, 41, 15 - 7. III. 2003.
- Intervju: Nikola Živković > Planove treba ostvariti, II, 42, 6-7 - 14. III. 2003.
- Multietnička izložba u Belom Manastiru > "Dočekujemo i ispraćamo", II, 46, 16-17 - 11. IV. 2003.
- 6. dani kulture Srba Istočne Slavonije, Baranje i Zapadnog Srema > "Ajd' povedi veselo naše kolo šareno", II, 53, 18-19 - 30. V. 2003.
- Vijeće srpske nacionalne manjine Grada Belog Manastira > Počelo je dobro, II, 58, 19 - 4. VII. 2003.